# Unterbezirk
Der Begriff Unterbezirk bezeichnet bei verschiedenen deutschen Partei- und Verbandsorganisationen üblicherweise die Verbandsgliederung oberhalb der untersten Verbandsebene und unterhalb der Landesverbände bzw. der Bezirke.

## Unterbezirke in der SPD
Innerhalb der Gliederung der Sozialdemokratischen Partei Deutschlands (SPD) bilden die Unterbezirke die zweitunterste Ebene nach den Ortsvereinen. In Stadtstaaten wie Berlin und Hamburg werden die Unterbezirke „Kreise“ genannt. Die Landesverbände Mecklenburg-Vorpommern und Thüringen bezeichnen die Unterbezirke als „Kreisverbände“. In der Regel entspricht der Zuschnitt eines SPD-Unterbezirks einer kreisfreien Stadt bzw. einem Landkreis.
Das Organisationsstatut der SPD beschreibt in § 8 Abs. 1 die Unterbezirke als eigenständige Parteigliederung und als Gremium der politischen Willensbildung der Partei: „Die SPD gliedert sich in Ortsvereine, Unterbezirke und Bezirke. In dieser Gliederung vollzieht sich die politische Willensbildung der Partei von unten nach oben.“ Das Äquivalent mit der Wortwahl „Kreis“ findet sich u. a. in § 8* des Organisationsstatutes des Landesverbands Berlin.

## Weitere Verbände mit Unterbezirken
- Vor allem der SPD nahestehende Organisationen wie die AWO oder „SJD – Die Falken“ kennen ebenfalls die Verbandsgliederung des Unterbezirks.
- Auch die vom Bundesamt für Verfassungsschutz als rechtsextrem eingestufte NPD hat Unterbezirke.
- Der Deutsche Gewerkschaftsbund (DGB) wollte mit einer im November 2008 angekündigten Strukturreform, die bis 2014 abgeschlossen sein sollte, unterhalb der (Landes-)Bezirksebene Unterbezirke einführen, deren Zuschnitt sich an Regierungsbezirken und „vergleichbaren politischen Gliederungen“ ausrichten sollte.[6] Auf dem DGB-Bundeskongress im Jahr 2010 wurde eine neue Satzung ohne die Ebene der Unterbezirke beschlossen[7]